# Нечаевский район
Нечаевский райо́н — административно-территориальная единица в Пензенской области, существовавшая в 1943—1963 годах. Административный центр — село Нечаевка.

## География
Район располагался в центральной части Пензенской области к западу от Пензы.

## История
Район был образован 25 декабря 1943 года в результате разукрупнения Мокшанского и Терновского районов.
30 ноября 1956 года к Нечаевскому району была присоединена часть территории упразднённого Кучкинского района, а 12 октября 1959 года — часть территории упразднённого Телегинского района.
С 1 февраля 1963 года район был упразднён, его территория вновь вошла в состав Мокшанского района.